# 막기

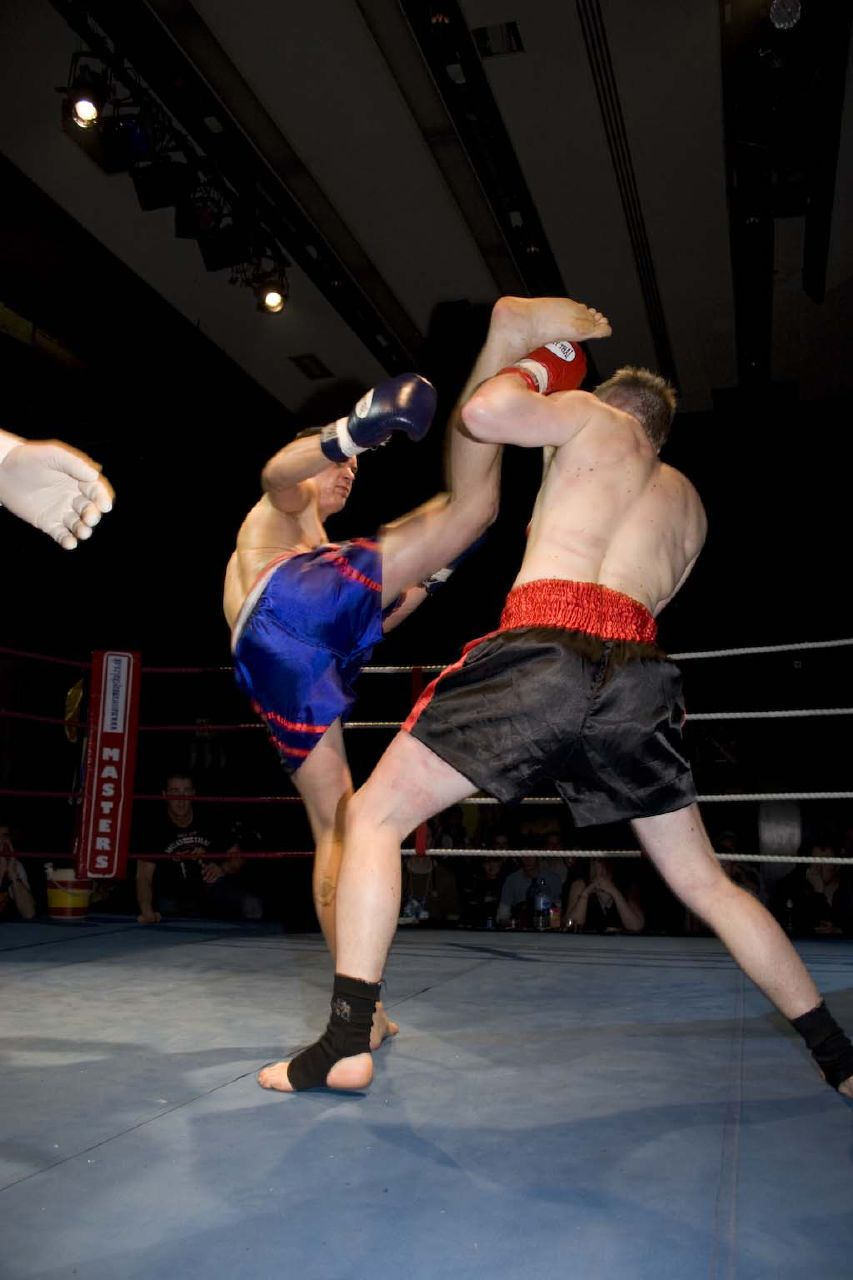

막기 또는 블로킹(blocking)은 무술에서 몸에 상처를 주는 접촉을 방지할 목적으로 상대방의 공격을 막거나 빗나가게 하는 행위를 말한다. 막기는 일반적으로 공격 라인을 가로질러 사지를 배치하는 것으로 구성된다.

## 예시
막기의 스타일과 유형, 용어는 다양한 무술에 따라 매우 다양하다. 공수도와 같은 일본 무술에서는 이러한 기술을 우케와자라고 한다. 예로는 아게우케 및 슈토우케가 있다. 태권도와 같은 한국 무술에서는 이러한 기술을 막기라고 하며, 몇 가지 예로 추켜막기와 온칼대비막기가 있다. 카포에이라와 같은 일부 무술은 막기 기술이 너무 비효율적이라고 생각하여 전혀 사용하지 않는다. 카포에이라에서는 막기 대신 회피를 사용한다.